# Nyelvbázis
A nyelvbázis fogalma elsősorban a formális nyelvekkel foglalkozó tudományok – tehát a matematika, a szemiotika, az analitikus filozófia és informatika – számára fontos.
Formális nyelven lényegében olyan halmazt vagy halmazrendszert értünk, mely egy adott halmaz, az ábécé (vagy jelkészlet) elemeiből, a betűkből képezett véges sorozatokat tartalmaz. Azt, hogy egy betűsorozat mikor tartozik a nyelvbe, azaz mikor jól képzett, egy formális (vagy extenzionális) nyelvben a szintaktikai szabályok adják meg; azaz olyan szabályok, melyek eltekintenek a betűk jelentésétől, és csak arra vonatkozó utasításokat adnak, hogy egyes betűk milyen betűket követhetnek.
A formális nyelv bázisa azon elemek összessége, melyek a nyelv szavainak mibenlétét egyértelműen meghatározzák, tehát:
| Nyelvbázis | = | Jelek | + | formális szóépítési szabályok ; |  |
| azaz       |   |       |   |                                 |  |
| Nyelvbázis | = | Ábécé | + | Szintaxis .                     |  |

## Formális definíció
A formális definíció a következő:
Valamely {\displaystyle \Lambda } ábécé feletti extenzionális nyelvbázis olyan {\displaystyle {\mathcal {B}}=\left(\Lambda ,{\mathcal {S}},\circ ,{\mathcal {t}}\right)} négytagú halmazrendszer, ahol
- {\displaystyle \Lambda } különféle fajtájú szimbólumokból álló halmaz vagy halmazrendszer, a jelkészlet;
  - ha halmaz, akkor ezt nevezzük ábécének;
  - ha halmazrendszer, akkor valójában e rendszer {\displaystyle \bigcup {\Lambda }} uniója az ábécé, de pontatlanul néha magát a rendszert is ábécének nevezik;
  - az ábécé felett elvileg felírható szavakat az utóbbi unióhalmaz elemeiből képezett összes véges sorozattal azonosítjuk, vagyis a {\displaystyle \Lambda } ábécé feletti összes szó halmaza legyen {\displaystyle {\bar {\Lambda }}:=\bigcup _{i=0}^{\mathcal {1}}\left(\bigcup {\Lambda }\right)^{i}}.
- {\displaystyle {\mathcal {S}}} a valamilyen (köznyelvi vagy formális) formában adott szintaktikai szabályok halmaza, azaz a szintaxis;
- {\displaystyle \circ } a konkatenáció művelete, azaz a betűk vagy szavak összefűzése; kielégít több axiómát;
- {\displaystyle {\mathcal {t}}\not \in \Lambda } az üres szó.
- A szintaxis azt adja meg, hogy ez utóbbi halmazból melyek azok a szavak, melyeket értelmesnek, jól képzettnek'(well-formed) tekintünk, és hogy kell ezeket jól képezni. Tehát {\displaystyle {\mathcal {S}}} szabályokat (a szavak képzésére vonatkozó algoritmust) tartalmaz. Gyakran megelégszünk azzal, hogy ezeket köznyelvi formában, de egyértelműen megadjuk, esetleg felhasználjuk a matematikai nyelv fogalmait, jelöléseit is. Az ilyesfajta megadást akkor fogadhatjuk el, ha a szabályok elvileg valamilyen precíz, formalizált alakban is felírhatóak. Ilyen lehetséges formalizált alakok a generatív nyelvtanok vagy a Markov-algoritmusok, utóbbiak valójában a nyelvbázis fogalmának speciális esetének is tekinthetőek.
- a szemantika vizsgálja, hogy ha már a szimbólumok értelmesek, akkor mi lehet, mi legyen az értelmük. Azonban az ilyen előírásokat nem tekintjük a nyelvbázisok részeinek.

## Szóképzési axiómák
A nyelvbázis fogalma a konkatenációra vonatkozó axiómákat is tartalmaz (ezek olyan szintaktikai szabályok, melyek minden nyelvbázisban közösek; ugyanis a betűk egymás mellé rakásának teljesen alapvető és elvárható tulajdonságait rögzítik).
1. A betűk szavak;
2. Az üres szó szó;
3. Két szó konkatenációja is szó;
4. A konkatenáció asszociatív;
5. Egy szó akkor és csak akkor nem üres, ha előáll egy szónak egy betűvel való meghosszabbításaként,
6. Az előző előállítás egyértelmű;
7. Egy konkatenáció akkor és csak akkor azonos egy tagjával, ha az egyik tagja üres;
8. H B olyan szóosztály, melynek az üres szó tagja, és ha egy szó tagja, akkor bármely betűvel való meghosszabbítása is tagja, akkor az összes szó a B osztályba tartozik.

## Történet
A nyelvbázis gondolata közvetett módon és kevésbé általános formában több, kiszámíthatóságelmélettel vagy formális nyelvekkel foglalkozó kutató publikációiban is megjelent az 1930-as évektől kezdve (például Markov, Chomsky). Egy formális nyelv felépítését lehetővé tévő elemek összességére, ami nálunk a {\displaystyle \left(\Lambda ,\sigma ,\Sigma \right)} elemhármast jelenti, Magyarországon Ruzsa Imre filozófus vezette be a nyelvbázis fogalmát és ezt az elnevezést. Más szerzők is definiálnak hasonló fogalmakat, csak jelkészletnek vagy valami hasonlónak nevezik (a „jelkészletbe” nem mindig szokás beleérteni a szintaktikai szabályokat, csak az ábécét).